# NGC 1327
NGC 1327 ist eine Balken-Spiralgalaxie vom Hubble-Typ SBb im Sternbild Chemischer Ofen am Südsternhimmel. Sie ist schätzungsweise 567 Millionen Lichtjahre von der Milchstraße entfernt und hat einen Durchmesser von etwa 170.000 Lichtjahren.
Das Objekt wurde im Jahre 1886 von dem Astronomen Ormond Stone entdeckt.